# ウェブスター郡 (ミシシッピ州)
ウェブスター郡（英: Webster County）は、アメリカ合衆国ミシシッピ州の中央部に位置する郡である。2010年国勢調査での人口は10,253人であり、2000年の10,294人から0.4%減少した。郡庁所在地はワルトホール村（人口144人）であり、同郡で人口最大の都市はユーポラ市（人口2,197人）である。郡名は政治家のダニエル・ウェブスターに因んで名付けられた。

## 歴史
オールドグリーンズボロがウェブスター郡の郡庁所在地として知られており、現在もオールドグリーンズボロ墓地があることで知られている。1872年、郡庁がグリーンズボロからラグランジに移された。1874年にサムナー郡が設立され、グリーンズボロが再度郡庁所在地になったが、1876年までのことであり、この時はワルトホールに移された。既に衰退を始めていたグリーンズボロの町が急速に荒廃した。現在ではオールドグリーンズボロ墓地にその痕跡を留めるだけである。グリーンズボロは当初チョクトー郡の郡庁所在地だった。チョクトー郡は1833年のダンシングラビット・クリーク条約で獲得した領土から形成されていた。当時は現在のウェブスター郡全部、モンゴメリー郡東部、グレナダ郡の小部分を含む大きな郡だった。
グリーンズボロの町はチョクトー郡の中央に位置しており、主にアラバマ州、ジョージア州、サウスカロライナ州から入ってきた開拓者が住んでいた。暫定的な郡庁舎と丸太造りの監獄は、1839年に煉瓦造りの郡庁舎と監獄に置き換えられた。この郡庁舎は1865年の火事で焼失した。放火によるものと考えられている。この火事で初期の記録のほとんど全てが焼失した。
一時期のグリーンズボロには幾種類からの店舗、酒場、馬の世話を請け負う厩舎、煉瓦工場、新聞社があった。1839年にはメソジスト教会があり、1846年にはバプテスト教会もできた。フリーメイソンのグリーンズボロ支部第49号は1842年に認可された。
グリーンズボロは荒々しく無法の町という評判があり、多くの悪名高い犯罪や殺人事件がここで起きた。ナチェズ・トレイスの有名な無法者ジョン・A・ミュレルが、馬泥棒で裁判に掛けられ有罪となったが、投獄のためにコロンバスに送られる途中で護衛を殺し、逃亡した。
エドワード・デウィット・エドワーズ・ジュニアの資産がある開拓地から起きたエドワーズ・グレイ抗争は1861年に暴発した。未亡人のメアリー・"モリー"・グレイ・エドワーズの3人の兄弟（ウィリアム、ジェイムズ、ロバート）が、エドワード・D・エドワーズ・シニア判事とその息子のルーサー・エドワーズを銃で撃って殺した。グレイ兄弟は投獄されたが暴徒が監獄に押しかけ、2人を射殺し、残る1人を絞首刑にした。
W・F・ブラントリーとアーノルド・ブラントリーの兄弟もこの近くで殺された。アーノルドは1880年にウィノナで殺され、殺人者は逃亡した。W・F・ブラントリーはウィノナからグリーンズボロまで馬で移動中に待ち伏せされており、テキサス州にいるブラントリーの兄が雇った殺し屋集団によるものと考えられている。
政治家は度々グリーンズボロで選挙運動を行っており、例えば1851年のジェファーソン・デイヴィスは知事選挙に出馬していた。
南北戦争が勃発するとグリーンズボロとチョクトー郡の若者7人が競って南軍に入隊した。最初に立ち上げられた中隊は第15ミシシッピ歩兵連隊ウィッグフォール・ライフル銃D中隊だった。この部隊は1861年4月にグリーンズボロで結成され、隊長はグリーンズボロのウィリアム・F・ブラントリーであり、後に南軍で最年少の将軍になった。1864年12月、北軍がこの町を襲撃し、その大半を焼いた。

## 地理
アメリカ合衆国国勢調査局に拠れば、郡域全面積は423.34平方マイル (1,096.4 km2)であり、このうち陸地422.49平方マイル (1,094.2 km2)、水域は0.85平方マイル (2.2 km2)で水域率は0.20%である。

### 主要高規格道路
- アメリカ国道82号線
- ミシシッピ州道9号線
- ミシシッピ州道15号線
- ミシシッピ州道46号線
- ミシシッピ州道50号線
- ナチェズ・トレイス・パークウェイ

### 隣接する郡
- カルフーン郡 - 北
- チカソー郡 - 北東
- クレイ郡- 東
- オクティベハ郡 - 南東
- チョクトー郡 - 南
- モンゴメリー郡 - 西
- グレナダ郡 - 北西

### 国立保護地域
- ナチェズ・トレイス・パークウェイ（部分）

## 人口動態
以下は2000年の国勢調査による人口統計データである。
| 基礎データ - 人口: 10,294人 - 世帯数: 3,905 世帯 - 家族数: 2,877 家族 - 人口密度: 9人/km2（24人/mi2） - 住居数: 4,344軒 - 住居密度: 4軒/km2（10軒/mi2） 人種別人口構成 - 白人: 77.55% - アフリカン・アメリカン: 20.93% - ネイティブ・アメリカン: 0.11% - アジア人: 0.17% - 太平洋諸島系: 0.01% - その他の人種: 0.84% - 混血: 0.39% - ヒスパニック・ラテン系: 1.69% 先祖による構成 - アフリカ系：21% - イギリス系：19% - アイルランド系：15% - ドイツ系：4% - スコットランド・アイルランド系：2% | 年齢別人口構成 - 18歳未満: 26.1% - 18-24歳: 9.0% - 25-44歳: 26.6% - 45-64歳: 21.8% - 65歳以上: 16.4% - 年齢の中央値: 37歳 - 性比（女性100人あたり男性の人口） - 総人口: 93.5 - 18歳以上: 89.4 世帯と家族（対世帯数） - 18歳未満の子供がいる: 33.9% - 結婚・同居している夫婦: 56.2% - 未婚・離婚・死別女性が世帯主: 13.1% - 非家族世帯: 26.3% - 単身世帯: 24.0% - 65歳以上の老人1人暮らし: 12.2% - 平均構成人数 - 世帯: 2.59人 - 家族: 3.07人 | 収入と家計 - 収入の中央値 - 世帯: 28,834米ドル - 家族: 34,969米ドル - 性別 - 男性: 27,297米ドル - 女性: 19,627米ドル - 人口1人あたり収入: 14,109米ドル - 貧困線以下 - 対人口: 18.7% - 対家族数: 14.8% - 18歳未満: 24.6% - 65歳以上: 18.3% |

## 都市と町

### 都市
- ユーポラ

### 町
- メイベン（大半はオクティベハ郡）
- マチストン（一部はチョクトー郡）

### 村
- マンティ
- ワルトホール - 郡庁所在地

### 未編入の町
| - ベルファウンテン - ホーエンリンデン - トムノルン - アルバ | - カンバーランド - ダンシー - ペレス - スプリングバレー | - オールドグリーンズボロ - ティッキーベンド - サパ |